# Peter van den Hurk (verzetsstrijder)

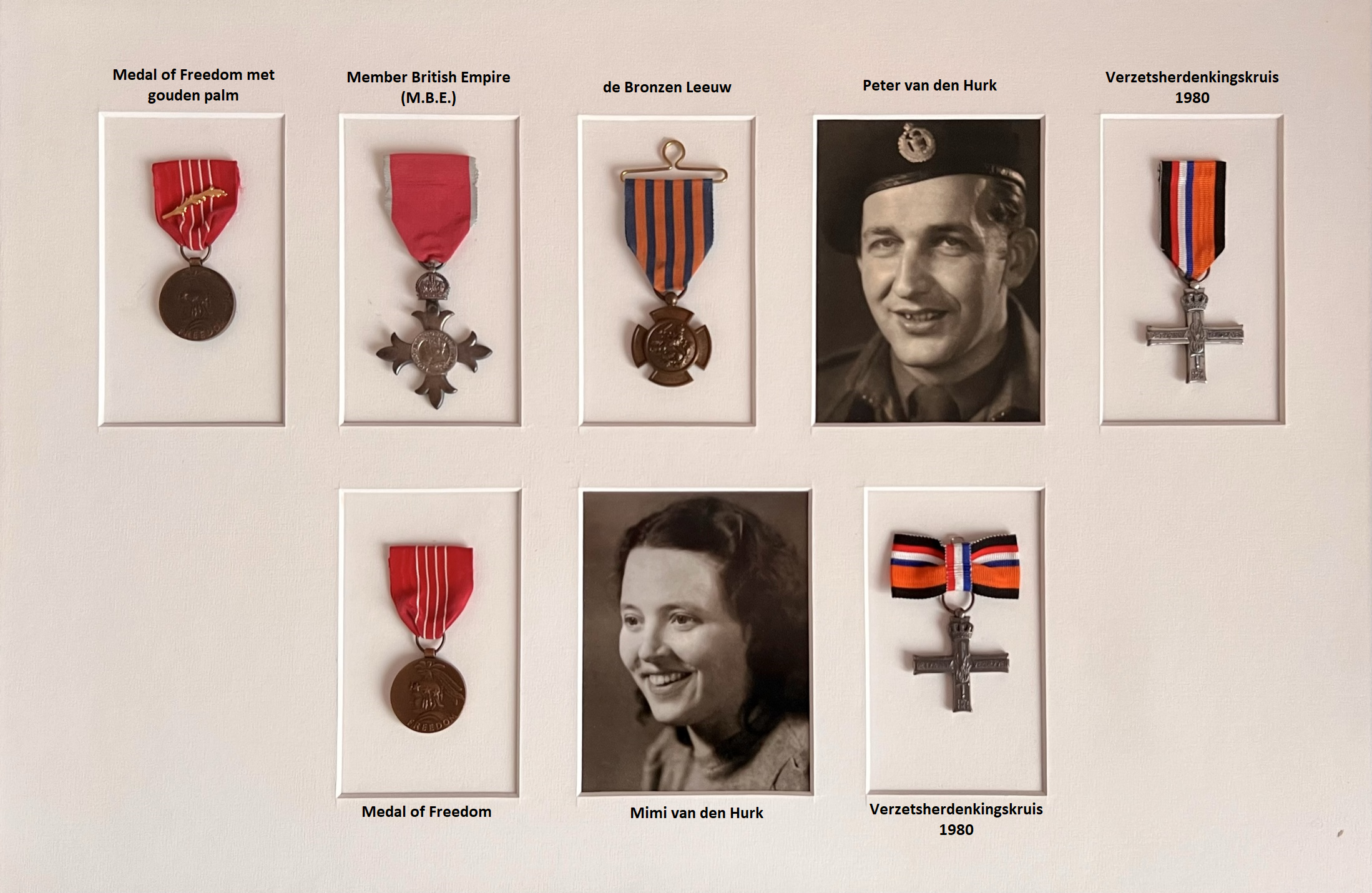
De portretten van Peter van den Hurk en zijn vrouw, Mimi van den Hurk met de aan hen geschonken belangrijkste onderscheidingen voor hun verzetswerk in de Tweede Wereldoorlog.

Peter Jan van den Hurk (Tiel, 7 maart 1919 – Beugen, 26 december 2014) was een Nederlandse verzetsstrijder tijdens de Tweede Wereldoorlog.
Van den Hurk zorgde vanuit Meppel, waar hij vanaf zijn twintigste jaar woonde en als ondernemer werkte in de mode, dat veel mensen konden onderduiken en valse persoonsbewijzen kregen. Hij hielp neergeschoten Engelse en Amerikaanse piloten en Joodse vluchtelingen om te ontsnappen naar Engeland via een boot, of het bevrijde deel van Frankrijk via de "pilotenlijn", die via Limburg liep. Een van hen, de Amerikaan Harry Dolph schreef later een boek over zijn ervaringen.
Van den Hurk was lid van de Knokploeg in Meppel en coördineerde vele acties waarbij hij samenwerkte met andere bekende verzetsstrijders als Albert van Spijker, Jan Gunnink ("Ome Hein"), Dirk Heerlijn en Gerrit de Boer. Op 18 december 1944 werden Peter en zijn vrouw Mimi met vijf anderen gearresteerd door de SD (Sicherheitsdienst). Hij werd tijdens zijn detentie samen met zijn vrouw door de Duitse bezetter gemarteld, maar liet niets los. Via een bevriende politieagent kon Peter een briefje naar buiten smokkelen, waarin hij om hulp vroeg, omdat hij vreesde dat de gevangengenomen verzetsgroepsleden spoedig gefusilleerd zouden worden. Op 24 december 1944 drong de groep van "Ome Hein" het politiebureau van Meppel binnen, alwaar een schotenwisseling volgde. Een van de schoten trof Gerrit de Boer in de hals. Een ander schot trof de dienstdoende politieagent Jacob Petter die op slag dood was. De overval lukte en Peter, zijn vrouw en nog enkele andere gevangenen werden bevrijd. Naderhand was hij lid van de ondergrondse Binnenlandse Strijdkrachten.
Van den Hurk werd na de oorlog onderscheiden voor zijn verzetswerk, samen met zijn vrouw Mimi van den Hurk. Hij was na de oorlog reserve-luitenant en kapitein der infanterie. Van den Hurk verhuisde met zijn vrouw naar Cuijk, waar zij in 2001 overleed.
Spoedig daarna kreeg hij een nieuwe vriendin met wie hij oktober 2003 trouwde. Hij was tot 2008 jaarlijks aanwezig bij de dodenherdenking te Meppel. Van den Hurk had met zijn vrouw Mimi één dochter, Pia, die in 1969 trouwde met de toneelspeler Ko van Dijk.

## Onderscheidingen
- Medal of Freedom with Gold Palm (MoF, gp), Verenigde Staten), 1946
- Lid in de Orde van het Britse Rijk (OBE), Groot-Brittannië, 1947
- Bronzen Leeuw (BL), K.B. no. 15 van 26 mei 1952
- Verzetsherdenkingskruis (VHK)